# Os Diplomatas
Os Diplomatas é uma escola de samba da cidade de Porto Velho, em Rondônia, no Brasil. É considerada uma das mais tradicionais da cidade.

## História
Foi fundada em 4 de novembro de 1958, com o nome de Prova de Fogo, tendo Tário de Almeida Café como seu primeiro presidente. O nome era uma homenagem a um bloco carnavalesco de Fortaleza.
Em 1960, por sugestão do sambista paraense Bizigudo, novo integrante da escola, adotou-se o nome Universidade dos Diplomatas do Samba. Mais tarde, o nome foi reduzido para Os Diplomatas do Samba, e por último, em 1960 (?), para o nome atual.
De sua fundação até 1970 a escola venceu todos os títulos do carnaval de rua de Porto Velho. Na década de 1970 a sua hegemonia foi quebrada pela Pobres do Caiari. Os Diplomatas, entretanto, voltaram a vencer em 1975, 1976, 1977, 1984, 1987, 1980 e 1997. Os Diplomatas também foi a escola que ganhou o primeiro título do carnaval de rua de Rondônia em 1982.
Com suas cores vermelha e branca, a escola é considerada a mais querida de Porto Velho e, além dos títulos já citados, ganhou os seguintes carnavais: 1984, 1987, 1990, 1997, 2009 e 2010.
Em 20 de novembro de 2010, a escola escolheu seu samba de 2011, quando a parceria de Sandro Sarará derrotou as demais concorrentes - Paulinho Cachaça, Rafael Saideira e Roberto Matias

## Carnaval
| Ano                                       | Colocação                                 | Grupo                                     | Enredo                                                                          | Ref.                        |
| ----------------------------------------- | ----------------------------------------- | ----------------------------------------- | ------------------------------------------------------------------------------- | --------------------------- |
| 2007                                      | 2º lugar                                  | Especial                                  |                                                                                 | [ 5 ] [ 6 ]                 |
| 2008                                      | Campeã                                    | Especial                                  | A Louca que Caiu da Lua                                                         | [ 7 ]                       |
| 2009                                      | Campeã                                    | Especial                                  | Em uma viagem de sonhos e fantasias – A Diplomatas comemora 50 anos de alegria. | [ 8 ]                       |
| 2010                                      | Campeã                                    | Especial                                  | O Tempo e a Vida nas Asas da Astrologia                                         | [ 9 ] [ 10 ]                |
| 2011                                      | Anulado                                   | Especial                                  | Prazeres                                                                        | [ 11 ] [ 12 ]               |
| 2012                                      | 2º lugar                                  | Especial                                  | Sou púrpura e Escarlate em Tons de Carmim.                                      | [ 13 ] [ 14 ]               |
| Não houve desfile nos anos de 2013 e 2014 | Não houve desfile nos anos de 2013 e 2014 | Não houve desfile nos anos de 2013 e 2014 | Não houve desfile nos anos de 2013 e 2014                                       | [ 15 ] [ 16 ] [ 17 ] [ 18 ] |